# Špinaví poldové
Špinaví poldové (v anglickém originále Shades of Blue) jsou americký dramatický kriminální televizní seriál, jehož tvůrcem je Adi Hasak. Poprvé byl vysílán na stanici NBC dne 7. ledna 2016. Seriál se odehrává v New Yorku a hlavní roli Harlee Santos hraje Jennifer Lopez. Santos pracuje jako detektiv pro newyorskou policii a je nucena stát se informátorkou FBI, zatímco se musí vypořádávat s vlastními finančními a rodinnými problémy.
Dne 5. února 2016 stanice objednala třináctidílnou druhou řadu, která měla premiéru 5. března 2017. Dne 17. března 2017 pak stanice objednala i třetí řadu. Dne 4. dubna 2018 bylo oznámeno, že třetí řada bude řadou poslední a bude se skládat z deseti dílů. Premiéra třetí řady byla stanovená na 17. června 2018, poslední díl se vysílal dne 19. srpna 2018.

## Obsazení

### Hlavní role
- Jennifer Lopez jako detektiv Harlee Santos
- Ray Liotta jako poručík Matt Wozniak
- Drea de Matteo jako detektiv Tess Nazario
- Warren Kole jako speciální agent Robert Stahl
- Dayo Okeniyi jako detektiv Michael Loman
- Hampton Fluker jako detektiv Marcus Tufo
- Vincent Laresca jako detektiv Carlos Espada
- Sarah Jeffery jako Cristina Santos
- Gino Anthony Pesi jako okresní zástupce James Nava (vedlejší role – 1. řada, hlavní role – 2. řada)

### Vedlejší role
- Leslie Silva jako Gail Baker
- Santino Fontana jako detektiv David Saperstein (1. řada)
- Michael Esper jako poručík Donnie Pomp (1. řada)
- Lolita Davidovich (1. řada) a Margaret Colin (2. řada) jako Linda Wozniak
- Annie Chang jako speciální agentka Molly Chen (1. řada)
- Mark Deklin jako Joe Nazario (1. řada)
- Erica Ash jako Erica (1. řada)
- Kathryn Kates jako Davidova matka (1. řada)
- Antonio Jaramillo jako Miguel Zepeda (1. řada)
- Anna Gunn jako členka rady Julia Ayer (2. řada)
- Karsen Liotta jako Anna Kate Wozniak (3. řada)
- Afton Williamson jako speciální agentka Katie Myers (3. řada)
- Bruce McGill jako kapitán Jordan Ramsey (3. řada)
- Nick Wechsler jako detektiv Anthony Cole (3. řada)

## Produkce
V únoru 2014 stanice objednala třináctidílný seriál. Trailer byl dostupný dne 3. června 2015.

### Casting
Jennifer Lopez získala hlavní roli v roce 2014. Dne 26. února 2015 byli obsazeni Liotta, de Matteo, Laresca a Kole. Dayo Okeniyi získal roli detektiva Michaela Lomana. Dne 30. března 2015 získal vedlejší roli Hampton Fluker. Dne 8. dubna 2015 získala roli Christiny herečka Sarah Jeffery. Dne 13. dubna 2015 získal roli Jamese Navyho Gino Anthony Pesi. Dne 15. června 2016 se Anna Gunn připojila k obsazení druhé řady ve vedlejší roli Julie Ayer.

### Natáčení
Natáčení první řady bylo zahájeno 5. června 2015 v New Yorku. Natáčení druhé řady bylo zahájeno v červenci roku 2016 a natáčení třetí řady v dubnu roku 2017.

## Ocenění a nominace
Seriál získal nominaci na cenu Teen Choice Awards v roce 2016 v kategorii nejlepší televizní drama a Jennifer Lopez získala nominaci v kategorii nejlepší televizní herečka (drama). V roce 2016 seriál také získal nominaci na cenu Imagen Foundation Award a Jennifer Lopez získala nominaci v kategorii nejlepší televizní herečka.
V roce 2017 Jennifer Lopez získala cenu People's Choice Awards v kategorii nejlepší herečka v krimi-dramatickém seriálu.